# The Man Who Talked Too Much
The Man Who Talked Too Much is een Amerikaanse dramafilm uit 1940 onder regie van Vincent Sherman.

## Verhaal
Door toedoen van officier van justitie Stephen Forbes wordt een onschuldige man tot de elektrische stoel veroordeeld. Hij besluit ter compensatie een goedkoop advocatenkantoor te openen. De zaken gaan slecht, totdat zijn cliënt J.B. Roscoe hem in contact brengt met de onderwereld. Met het geld financiert hij de rechtenstudie van zijn jongere broer John.

## Rolverdeling
| Acteur              | Personage                      |
| ------------------- | ------------------------------ |
| George Brent        | Stephen M. Forbes              |
| Virginia Bruce      | Joan Reed                      |
| Brenda Marshall     | Celia Farrady                  |
| Richard Barthelmess | J.B. Roscoe                    |
| William Lundigan    | John L. Forbes                 |
| George Tobas        | Slug McNutt                    |
| John Litel          | Meester Dickson                |
| Henry Armetta       | Tony Spirella                  |
| Alan Baxter         | Joe Garland                    |
| David Bruce         | Gerald Wilson                  |
| Clarence Kolb       | E.A. Smith                     |
| Louis Jean Heydt    | Barton                         |
| Marc Lawrence       | Lefty Kyler                    |
| Edwin Stanley       | Meester Nelson                 |
| Kay Sutton          | Mevrouw Knight                 |
| Elliott Sullivan    | Bill                           |
| Dick Rich           | Pete                           |
| Phyllis Hamilton    | Myrtle                         |
| John Ridgely        | Brooks                         |
| William Forrest     | F.R. Greene                    |
| Maris Wrixon        | Secretaresse van Roscoe        |
| Margaret Hayes      | Secretaresse van de gouverneur |